# Regla del producto (cálculo)

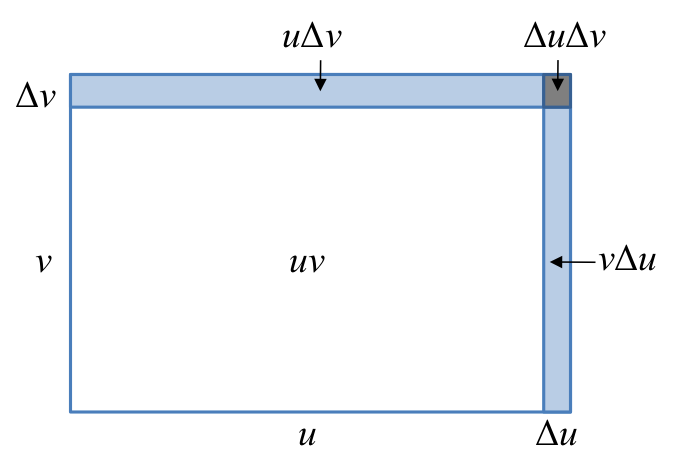
Intuición geométrica de la derivada del producto.

En cálculo, la regla del producto o regla de Leibniz para la derivación de un producto es una fórmula usada para hallar la derivada del producto de dos o más funciones
{\displaystyle (f\cdot g)'=f'\cdot g+f\cdot g'\,}
o usando la notación de Leibniz:
{\displaystyle {d \over dx}(u\cdot v)=u\;{dv \over dx}+v\;{du \over dx}}
La regla puede ser extendida o generalizada a situaciones en las que por ejemplo, se incluye el producto de más de dos funciones.

## Demostración
Se puede demostrar la regla usando las características del límite y la definición de la derivada como el límite del cociente de la diferencia.
Sea
{\displaystyle f(x)=g(x)h(x)\,}
con {\displaystyle g} y {\displaystyle h} continuas y diferenciables en la variable {\displaystyle x} entonces
{\displaystyle {\begin{aligned}f'(x)&=\lim _{\Delta x\to 0}{\frac {f(x+\Delta x)-f(x)}{\Delta x}}\\&=\lim _{\Delta x\to 0}{\frac {(g\cdot h)(x+\Delta x)-(g\cdot h)(x)}{\Delta x}}\\&=\lim _{\Delta x\to 0}{\frac {g(x+\Delta x)h(x+\Delta x)-g(x)h(x)}{\Delta x}}\end{aligned}}}
Como
{\displaystyle g\left(x+\Delta x\right)h(x+\Delta x)-g(x)h(x)=g(x+\Delta x)h(x+\Delta x)-g(x)h(x)+g(x)h(x+\Delta x)-g(x)h(x+\Delta x),}
se tiene
{\displaystyle {\begin{aligned}f'(x)&=\lim _{\Delta x\to 0}{\frac {g(x+\Delta x)h(x+\Delta x)-g(x)h(x)+g(x)h(x+\Delta x)-g(x)h(x+\Delta x)}{\Delta x}}\\&=\lim _{\Delta x\to 0}{\frac {g(x)(h(x+\Delta x)-h(x))+h(x+\Delta x)(g(x+\Delta x)-g(x))}{\Delta x}}\\&=\lim _{\Delta x\to 0}\left[g(x)\left({\frac {(h(x+\Delta x)-h(x))}{\Delta x}}\right)+h(x+\Delta x)\left({\frac {(g(x+\Delta x)-g(x))}{\Delta x}}\right)\right]\end{aligned}}}
Distribuyendo ahora el límite entre la suma y los productos (ver propiedades), obtenemos que
{\displaystyle f'(x)=\left[\lim _{\Delta x\to 0}g(x)\right]\left[\lim _{\Delta x\to 0}{\frac {(h(x+\Delta x)-h(x))}{\Delta x}}\right]+\left[\lim _{\Delta x\to 0}h(x+\Delta x)\right]\left[\lim _{\Delta x\to 0}{\frac {(g(x+\Delta x)-g(x))}{\Delta x}}\right]}
Como {\displaystyle h} es continua en {\displaystyle x} se tiene
{\displaystyle \lim _{\Delta x\to 0}h(x+\Delta x)=h(x)}
y por la definición de la derivada, y la diferenciabilidad de {\displaystyle h} y {\displaystyle g} en {\displaystyle x} se tiene también que
{\displaystyle h'(x)=\lim _{\Delta x\to 0}{\frac {h(x+\Delta x)-h(x)}{\Delta x}}\qquad \qquad {\text{y}}\qquad \qquad g'(x)=\lim _{\Delta x\to 0}{\frac {g(x+\Delta x)-g(x)}{\Delta x}}}
Por lo tanto
{\displaystyle f'(x)=g(x)h'(x)+h(x)g'(x)\,}

## Ejemplo
Suponiendo que se quiere derivar:
{\displaystyle f(x)=x^{2}\sin(x)}
Usando la regla del producto, se obtiene la derivada:
{\displaystyle f'(x)=2x\sin(x)+x^{2}\cos(x)}

## Generalizaciones

### Producto de dos o más factores
La regla del producto puede ser generalizada a productos de más de dos factores, por ejemplo, para tres factores tenemos
{\displaystyle {\frac {d(uvw)}{dx}}={\frac {du}{dx}}vw+u{\frac {dv}{dx}}w+uv{\frac {dw}{dx}}}
Para una colección de funciones {\displaystyle f_{1},\dots ,f_{k}} tenemos
{\displaystyle {\frac {d}{dx}}\prod _{i=1}^{k}f_{i}(x)=\sum _{i=1}^{k}\left(\prod _{j=1,j\neq i}^{k}f_{j}(x){\frac {d}{dx}}f_{i}(x)\right)=\prod _{i=1}^{k}f_{i}(x)\sum _{i=1}^{k}{\frac {f'_{i}(x)}{f_{i}(x)}}}
La derivada logarítmica ayuda a demostrar la expresión anterior sin necesidad de recurrir a alguna recursión. 

### Derivadas de orden superior
También puede generalizarse a la regla general de Leibniz para la {\displaystyle n}-ésima derivada del producto de dos factores.
Sean {\displaystyle f} y {\displaystyle g} funciones {\displaystyle n} veces diferenciables. La {\displaystyle n}-ésima derivada del producto {\displaystyle f\cdot g} viene dada por:
{\displaystyle (f\cdot g)^{(n)}=\sum _{k=0}^{n}{n \choose k}f^{(k)}g^{(n-k)}}
donde  {\displaystyle {n \choose k}} es el coeficiente binomial, y se sigue el convenio {\displaystyle f^{(0)}=f}.
Esta fórmula puede ser demostrada a través de la regla del producto e inducción.
Más aún, la {\displaystyle n}-ésima derivada de un número arbitrario de factores 
{\displaystyle \left(\prod _{i=1}^{k}f_{i}\right)^{(n)}=\sum _{j_{1}+j_{2}+\cdots +j_{k}=n}{\binom {n}{j_{1},j_{2},\dots ,j_{k}}}\prod _{i=1}^{k}f_{i}^{(j_{i})}}

### Espacio de Banach
Supóngase que {\displaystyle X}, {\displaystyle Y} y {\displaystyle Z} son espacios de Banach y {\displaystyle B:X\times Y\to Z} es un operador bi lineal continuo, entonces {\displaystyle B} es diferenciable y su derivada en el punto {\displaystyle (x,y)} en {\displaystyle X\times Y} es el mapeo lineal {\displaystyle D_{(x,y)}B:X\times Y\to Z} dado por 
{\displaystyle \left(D_{(x,y)}B\right)(u,v)=B(u,y)+B(x,v)\quad \forall \;(u,v)\in X\times Y}

### Encálculo vectorial
La regla del producto se extiende al producto escalar y producto vectorial de funciones vectoriales como
Para producto escalar: {\displaystyle (\mathbf {f} \cdot \mathbf {g} )'=\mathbf {f} '\cdot \mathbf {g} +\mathbf {f} \cdot \mathbf {g} '}
Para producto vectorial: {\displaystyle (\mathbf {f} \times \mathbf {g} )'=\mathbf {f} '\times \mathbf {g} +\mathbf {f} \times \mathbf {g} '}